# Орденер, Мишель (1787—1862)
Мишель Орденер (фр. Michel Ordener; 1787—1862) — французский военный деятель, генерал-лейтенант (1846 год), граф (1811 год), участник наполеоновских войн.

## Биография
Родился в семье будущего графа и генерала Мишеля Орденера (фр. Michel Ordener; 1755—1811) и его супруги Марии Вальтер (фр. Marie Madeleine Walter; 1767—1836). С 1800 года учился в Притане в Компьень-Шалоне. 23 сентября 1802 года вступил волонтёром в 11-й конно-егерский полк. Затем, по просьбе Бонапарта был принят в военную школу Фонтенбло, откуда 8 декабря 1803 года в возрасте 16 лет выпущен на военную службу в звании младшего лейтенанта и направлен в 24-й драгунский полк полковника Трубля, состоявший в Итальянской армии. Отец взял его с собой в качестве адъютанта в сентябре 1805 года в полк конных гренадер гвардии, которым он тогда командовал. В рядах Великой Армии участвовал в Австрийской кампании 1805 года. Отличился в знаменитой кавалерийской атаке гвардии при Аустерлице. Мишель Орденер любил рассказывать, как его отец с первых пушечных выстрелов, поразивших конных гренадеров во время их атаки на русских кавалергардов, несколько поучал его, когда он наклонялся в седле, чтобы попытаться уклониться от пуль: «Вы отдаёте честь врагу, — сказал он, — это ваше право, вы видите его в первый раз; но не забывайте, что это вежливость, которую никогда не повторяет человек чести!». В ходе боя Орденер-младший был окружён русскими кавалергардами, сумел сбить троих своей саблей, потерял лошадь, убитую под ним, но был спасён от плена своим дядей по материнской линии, капитаном конных гренадер Франсуа Вальтером (фр. François Antoine Walter; 1776—1859).
По рекомендации отца был зачислен адъютантом в штаб гоф-маршала Дюрока. Принимал участие в кампаниях 1806 и 1807 годов. В рядах 8-го гусарского полка он принял участие в великих кавалерийских атаках при Йене. При Эйлау участвовал в знаменитой атаке кирасир и был тяжел ранен сабельным ударом в левую руку. 7 апреля 1807 года получил звание капитана. Был при Фридланде.
В 1808 году сопровождал Дюрока в Байонну, откуда был послан к Императору в Бордо с известием о капитуляции 2-го наблюдательного корпуса Жиронды генерала Дюпона при Байлене. Мишель на всю жизнь запомнил ту холодную злобу, с которой Наполеон воспринял позорное известие. После возвращения на Пиренейский полуостров участвовал в битве при Бургосе и во взятии Мадрида.
В ходе Австрийской кампании 1809 года состоял при штаб-квартире Дюрока. 30 марта 1809 года произведён в командиры эскадрона 1-го конно-егерского полка. 3 июня 1809 года переведён в том же звании в 7-й кирасирский полк. Участвовал в сражении при Ваграме, где после ранения полковника Дюбуа в самом начале боя возглавил 7-й кирасирский полк. Он возглавил атаку и принял поздравления от Даву. Ему фактически удалось остановить полк, всадники которого обратились в бегство, став жертвой панического ужаса, который вызывала у них артиллерия противника, забрасывая их картечью. Схватив пистолеты, он угрожал вышибить мозги тому, кто откажется собраться вместе для продолжения боевых действий. Ему было 22 года. В Русской кампании 1812 года сражался в составе 2-й бригады генерала Леритье 3-й кирасирской дивизии генерала Думерка 2-го корпуса маршала Удино. 18 октября 1812 года при Полоцке он неоднократно атаковал русские кавалерийские полки, в восемь-десять раз более многочисленные, чем его собственные, и заставлял их позорно отступать. В ходе сражения потерял лошадь, убитую под ним, а также получил три удара пикой в голову, но остался в строю. Затем 7-й кирасирский полк был передан под командование генерала Думерка, перед дивизией которого была поставлена задача сдерживать противника в городе Лепель. Они героически сопротивлялось всю последнюю неделю октября 1812 года в очень тяжёлых условиях: фактически русские занимали особенно выгодную позицию на господствующем над городом хребте, скрывая таким образом от французов маневры, совершаемые ими в его тылу. Несмотря на это, русская конница несколько раз обращалась в бегство и, хотя и имела сильное превосходство в численности, была уничтожена в болотах, потеряв более 200 человек. «Орденер отличался бесстрашием, превосходящим всякие похвалы; он убил троих врагов собственной рукой (…)», — писал его руководитель генерал Думерк. «Прошу, — добавил он, — присвоить этому офицеру, члену Легиона, звание полковника и предложить его в командование 3-м полком шеволежеров взамен полковника Лебрена, убитого 26 октября. Прекрасное поведение графа Орденера делает его достойным этой милости». 19 ноября 1812 года Мишель был награждён чином полковника с назначением командиром 7-го кирасирского полка. 28 ноября 1812 года 7-й кирасирский полк и его новый полковник расположились в лесах Борисова и Студянки, откуда постепенно вытеснили русских на открытую местность. Там они атаковали каре из 7000 русских и заставили их сложить оружие. Мишель Орденер был ранен пулей в левое бедро, а его лошадь погибла под ним. Несмотря на это, он оживляет своих солдат жестами и голосом. Он опрокинул во главе их передние ряды противника, загнал их, рассеял и взял несколько тысяч пленных. Русские покидают поле боя. Дорога открыта, и безопасность остатков Великой Армии временно обеспечена. Но злейшим врагом этой эпопеи оставалс очень сильный холод. Несмотря на свои раны, Мишель Орденер, тем не менее, сумел выжить в этой ужасной кампании благодаря своему крепкому телосложению и энергичному характеру. Лишённый скакуна, он обмотал ноги шкурами и с рассвета шёл, не останавливаясь, до вечера, преодолевая каждый день по 30–40 километров. В конце 1812 года 7-й кирасирский полк можно было считать уничтоженным.
11 марта 1813 года возглавил 30-й драгунский полк. Принимал участие в Саксонской и Французской кампаниях 1813-14 годов. 29 мая 1813 года при Яуэре под ним была убита лошадь. В сражении при Дрездене он опрокинул и разбил австрийских драгунов, затем атаковал их пехоту, разгромил их каре, взяв в этот день 5000 пленных и 9 орудий. 31 марта 1814 года вместе с 6-м корпусом маршала Мармона отступил в Эссон, где ожидал новых приказов Императора. После соглашения маршала Мармона с союзниками отказался сложить оружие. Вместе со своими сослуживцами Орденер решает отправиться в Париж, чтобы присоединиться к Императору. Мармон арестовал его в Траппе и пригрозил военным советом «за узурпацию командования». Орденер жёстко ответил маршалу: «Я призываю вас выполнить свои угрозы, потому что этот поступок сделает известным всей Франции ваше гнусное и трусливое предательство, которым вы будете навсегда опозорены». После отречения Императора, Орденер поехал в Париж к маршалу Мармону, чтобы объясниться с ним. Беседа была оживлённой и жаркой: при новой угрозе предстать перед Военным советом Орденер выхватил саблю и с силой воткнул её в пол, восклицая: «Ещё один выпад, и я брошу вам вызов!»
29 июля 1814 года 30-й драгунский полк был расформирован и Орденер остался без служебного назначения. 4 февраля 1815 года женился в Париже на Полине Ле Гу (фр. Pauline Marie Françoise Le Goues; 1792—1865). Во время «Ста дней» присоединился к Императору и 25 марта 1815 года назначен командиром 1-го кирасирского полка. Участвовал в Бельгийской кампании в составе 1-й бригады генерала Дюбуа 13-й кавалерийской дивизии генерала Ватье 4-го кавалерийского корпуса генерала Мийо Северной армии. Отчаянно сражался 18 июня 1815 года при Ватерлоо. Мишель пережил боль потери своего младшего брата Гастона, который умер несколько дней спустя в результате серьёзных ран, полученных им во время последней битвы Императора.
При второй Реставрации 27 сентября 1815 года был заменён во главе полка графом Бетюном и 21 октября 1815 года переведён на половинное жалование. Он принял участие в обширном военном заговоре 1820 года вместе с Груши, Доменилем, Вандамом, Клозелем, Пажолем и Кастелем, но смерть императора в 1821 году прервала их план по свержению королевской семьи. С тех пор он отказывался участвовать в каких-либо предприятиях такого рода, которые рисковали заставить французов сражаться между собой. Таким образом, он сообщил военному министру, что его шпага всё ещё остается на службе Франции. Но решение должно было получить одобрение главного адъютанта герцога Ангулемского, которым был не кто иной, как генерал Бордесуль, роялист, который также участвовал в сдаче Парижа в 1814 году. Можно догадаться, почему желание Орденера вернуться на службу осталось безрезультатным!
После Июльской революции 1830 года возвратился к активной службе с назначением командиром 1-го кирасирского полка. Он реорганизовал его и увеличил его численность с 350 до 900 кавалеристов. 3 апреля 1831 года получил звание лагерного маршала, и был назначен командующим департамента Мен и Луара. Он сражался в Бельгии с август 1831 по декабрь 1833 года с большой доблестью. 22 апреля 1846 года произведён в генерал-лейтенанты. В 1847 году стал генеральным инспектором кавалерии 3-го военного округа. С 27 февраля 1848 года состоял председателем Комиссии, образованной для регулирования роспуска Муниципальной гвардии Парижа. 2 апреля 1848 года возглавил 14-й военный округ со штаб-квартирой в Руане. 10 мая 1848 года назначен командующим 16-го военного округа со штаб-квартирой в Кане. 26 января 1852 года получил должность сенатора. Умер 22 ноября 1862 года в Париже в возрасте 75 лет, и был похоронен на кладбище Пер-Лашез.

## Воинские звания
- Конный егерь (23 сентября 1802 года);
- Младший лейтенант (8 декабря 1803 года);
- Лейтенант (6 сентября 1805 года);
- Капитан (7 апреля 1807 года);
- Командир эскадрона (30 марта 1809 года);
- Полковник (19 ноября 1812 года);
- Лагерный маршал (3 апреля 1831 года);
- Генерал-лейтенант (22 апреля 1846 года).

## Титулы
- Шевалье Империи (фр. chevalier de l'Empire; декрет от 15 августа 1809 года);
- Граф Орденер и Империи (фр. comte Ordener et de l'Empire; 30 августа 1811 года)[2].

## Награды
Легионер ордена Почётного легиона (14 марта 1806 года)
 Офицер ордена Почётного легиона (5 сентября 1813 года)
 Коммандан ордена Почётного легиона (14 июня 1804 года)
 Кавалер Военного ордена Святого Людовика (10 декабря 1814 года)
 Коммандан ордена Почётного легиона (30 апреля 1836 года)
 Великий офицер ордена Почётного легиона (24 октября 1848 года)
 Медаль Святой Елены (12 августа 1857 года)